# Nicoletta Luciani
Nicoletta Luciani (Chiaravalle, 22 novembre 1979) è una pallavolista italiana.
Gioca nel ruolo di centrale nel Cuatto Volley Giaveno.

## Carriera
Inizia la carriera nella sua regione, le Marche, militando in diverse squadre, prima la Pallavolo Camerata Picena (AN) in seconda divisione, poi nella Mark Leasing Jesi in serie B1.
Passa nel 1996 alla Vini Monte Schiavo Jesi, dove resta per 5 anni, prima di iniziare un giro d'Italia durato 4 anni. Nel 2001-2002 milita in Sicilia, alla Pallavolo Marsala, la stagione dopo alla Forme Cucina Veca Carpi, quella successiva alla Team Volley Imola ed infine alla Marche Metalli Castelfidardo.
Nel 2005 approda alla DiMeglio Brums Busto Arsizio (successivamente denominata Yamamay), dove resta per 3 stagioni, conquistando durante il secondo anno di permanenza la sua prima promozione in Serie A1. Nel 2008, dopo aver giocato il suo primo torneo di massima serie, si trasferisce a pochi chilometri di distanza, nella formazione di Villa Cortese, la MC-Carnaghi, militante in A2, ma promossa alla fine della stagione, dopo la vittoria ai playoff. Nel 2009-2010 disputa un nuovo torneo di massima serie, concluso da neopromossa al secondo posto finale, sconfitta solo alla finale playoff, ma soprattutto conquista il suo primo titolo, la Coppa Italia. Nel 2010-2011 torna a disputare la serie A2 nelle file della Icos Crema.
Resta una sola stagione nel club cremasco, poi nel 2011 si trasferisce in Piemonte, dove indossa la divisa del Cuatto Volley Giaveno, ancora in Serie A2. Conquista la promozione in Serie A1 al termine della prima stagione e nel 2012-2013, l'accesso i playoff scudetto.

## Palmarès

### Club
- Coppa Italia: 1

2009-10

### Nazionale (competizioni minori)
- Campionato europeo under 19 1996
- Campionato mondiale under 20 1997